# أحمد القبانجي
أحمد حسن علي القبانجي (ولد في النجف في 2 يناير 1958) باحث وكاتب عراقي. أحد أهم ممثلي التيار العقلي في فهم النصوص الدينية. وهو من عائلة دينية معروفة واخوه شخصية معروفة وهو صدر الدين القبانجي.

## دراسته
درس في الحوزة الدينية في النجف منذ عام 1974 حيث درس الفقه والأصول على أساتذتها وغادر العراق عام 1979 في عهد صدام حسين إلى سوريا ولبنان واستقر في إيران حيث درس في حوزات قم، وتبلور فكره أثناء وجوده في إيران، وعاد عام 2008 إلى العراق. وهو يواصل نشاطه العلماني منذ ذلك الحين، حيث قام بتقديم العديد من المحاضرات والكتب الفكرية وهو مستمر في ذلك حتى الآن.
تأثر أحمد القبانجي بالفكر العرفاني غير انه سلك سلوكاً مغالياً فيه ولم يلتزم بما التزم به العرفانيون المسلمون اتباع ابن عربي، بل اتجه بالعرفان إلى أصوله الغنوصية الاصلية، وهو نفس المنهج الذي سلكه سروش وشبستري في إيران، وهو قد تأثر بهما، بل ويعد مترجماً لافكارهما. ولذلك تجده يغالي في الغنوصية ويرى النبوة مجرد تجربة شخصية وأن المعجزات انما تنبع من داخل الإنسان وليست من قبل الله تعالى. ولذلك فهو يرى انه ليست هناك كتب سماوية ولا انبياء بل هي جميعها تجارب بشرية.

## نماذج من أفكاره
يسعى أحمد القبانجي إلى ايجاد إسلام حداثي يطلق عليه اسم «الإسلام المدني» والذي يظن انه يتوافق مع العدالة وحقوق الإنسان الحداثية، ويجيب حسب رأيه عن إشكاليات الفكر الإسلامي التقليدي حيث يرى أن التمسك الحرفي بالنصوص يعني عدم قدرة الإسلام على مواكبة التقدم المعرفي للإنسان، وبالتالي عدم قدرة الدين على الاستمرار دون أن يؤدي إلى تأخر المسلمين، ويرى أن كل فكر ديني لا يمثل سوى قراءة للدين وأن النصوص الإسلامية كانت ملائمة للمجتمع الذي جاءت فيه لذا لا يمكن الالتزام بها حرفيا ويجب إعادة قراءة النصوص بما يلائم المتغيرات الحالية، حيث يرى أن الشريعة متغيرة بينما الدين ثابت ولذلك أدلة منها وجود الناسخ والمنسوخ في القرآن.
يقسم أحمد القبانجي الله إلى اثنين فيقول هناك الله المطلق وهو الخالق وهناك الله الشخصي وهو الوجدان وهو الذي الهم محمد القران، فالقران كلام محمد لا كلام الله.
ومعظم افكاره هي غنوصية المصدر حيث أن المسلمون هذّبوا الافكار الغنوصية وصبغوها بصبغة إسلامية وأصبحت تعرف عندهم بالتصوف والعرفان غير ان أحمد القبانجي تجاوز كل ذلك تبعا لسروش وشبستري اللذين تأثر بهما جداً وترجم العديد من مؤلفاتهما وعاد بالغنوصية إلى منابعها البشرية الاصلية التي تبحث عن المعرفة بعيداً عن النبوة والرسالات السماوية.

## ماهية الدين الليبرالي
أحمد القبانجي الداعي للدين الليبرالي التعددي كدين عصري يلائم الحياة من حيث أنه يلتزم بالقيم ويواكب التطور واعتبار أن الطقوس الدينية لا دخل لها بالإيمان فما هي الا شعارات وقشور والاصل هو الفكر الوجداني والحب لله والحب للناس..
اعتبر القبانجي أن أي دين أو أي منهج ينتج إنسانا صالحا خلوقا يحب الناس ولا يؤذيهم هو دين صحيح ويجوز التعبد وفقه..
قال القبانجي في محاضرة حقيقة الدار الآخرة بالرمزية القرآنية وأن مسألة جهنم والجنة وقصص القرآن ليست بالضرورة امراً حقيقياً بل لضرورة آنية من اجل هداية قوم بدائيين لا أكثر..
وفي محاضرة ألقاها القبانجي بعنوان حقيقة الوحي أكد القبانجي استحالة ان يكون القرآن أو أي كتاب آخر من الله.. بل من وجدان النبي وحرصه الإنساني على إصلاح أمر الناس.. ولا يوجد أي اتصال بين الله المطلق (الخالق) والإنسان الا عبر الوجدان الداخلي.. من خلال القيم الفطرية..
كما أعاد القبانجي احياء بعض مقولات الفلاسفة المسلمين مثل ابن سينا باستحالة علم الله بالمستقبل مستدلا بالايات القرآنية وبقضايا عقلية وفلسفية..
يسعى القبانجي إلى الإسلام المدني الذي يتوافق مع العدالة وحقوق الإنسان، ويجيب حسب رأيه عن إشكاليات الفكر الإسلامي التقليدي حيث يرى أن التمسك الحرفي بالنصوص يعني عدم قدرة الإسلام على مواكبة التقدم المعرفي للإنسان، وبالتالي عدم قدرة الدين على الاستمرار دون أن يؤدي إلى تأخر المسلمين، ويرى أن كل فكر ديني لا يمثل سوى قراءة للدين وأن النصوص الإسلامية كانت ملائمة للمجتمع الذي جاءت فيه لذا لا يمكن الالتزام بها حرفيا ويجب إعادة قراءة النصوص بما يلائم المتغيرات الحالية، حيث يرى أن الشريعة متغيرة بينما الدين ثابت ولذلك أدلة منها وجود الناسخ والمنسوخ في القرآن. يقسم السيد أحمد القبانجي الله إلى اثنين قيقول هناك الله المطلق وهو الخالق وهناك الله الشخصي وهو الوجدان وهو الذي الهم محمد (صلى الله عليه وسلم) القرآن، فالقران كلام محمد لا كلام الله لكنه مؤيد من قبل الله.

## من كتبه
ألف أحمد القبانجي العديد من الكتب وترجم عددا آخر منها، وغالبية ما ألفه كان في الفترة التي كان يعتنق بها الافكار الدينية الكلاسيكية الشيعية قبل ان يظهر عقيدته الليبرالية الجديدة سنة 2008م، ولذلك تجد ان هناك تباين واضح في كتبه بين فكره القديم وفكره الجديد، وعلى من يقتني كتبه ان يعرف ذلك ليميز ما يبحث عنه فيها، ومنها:
تأليفا:
- الإسلام المدني، معالجة لاشكالية الجمع بين النص والعقل والواقع
- الإدراك لدى المسلمين
- النبوة وإشكالية الوحي الإلهي
- سر الإعجاز القرآني
- تهذيب أحاديث الشيعة
- الله والإنسان
- العدل الإلهي وحرية الإنسان
- التوحيد والشهود الوجداني
- المرأة، المفاهيم والحقوق
- مدارس علم النفس
- الإسلام والصحة النفسية
- تشيع العوام وتشيع الخواص
- منهاج الرسل
- خلافة الإمام علي بالنص أم بالنصب
- النفس في دائرة الفكر الإسلامي

ترجمة لعبد الكريم سروش:
- الدين العلماني / ترجمة
- العقل والحرية / ترجمة
- السياسة والتدين / ترجمة
- بسط التجربة النبوية/ ترجمة
- التراث والعلمانية/ ترجمة
- الصراطات المستقيمة/ ترجمة
- أرحب من الايديولوجيا/ ترجمة

ترجمة لمصطفى ملكيان:
- مقالات ومقولات/ ترجمة
- جدلية الدين والأخلاق/ ترجمة
- الشوق والهجران/ ترجمة

ترجمة لمحمد مجتهد الشبستري:
- الايمان والحرية/ ترجمة
- قراءة بشرية للدين/ ترجمة
- نقد القراءة الرسمية للدين/ ترجمة
- هرمنيوطيقا القرآن والسنة/ ترجمة

ترجمات منوعة
- العقل الفقهي ـ عباس يزداني/ ترجمة
- عقلانية الدين والسلطة ـ مجموعة مؤلفين/ ترجمة
- الفكير الزائد ـ محمد جعفر مصفا/ ترجمة
- التعليم والتربية في الإسلام ـ مرتضى مطهري/ ترجمة
- الفكر الديني وتحديات الحداثة ـ مجموعة مؤلفين/ ترجمة

## اقرأ أيضاً
- كمال الحيدري
- أحمد الكاتب
- إياد جمال الدين
- نبيل الحيدري
- محمد علي الحسيني

## وصلات خارجية
الموقع الرسمي لأحمد القبانجي
صفحة أحمد القبانجي على الفايسبوك  على فيسبوك.
أحمد القبانجي في برنامج "سيرة مبدع" على يوتيوب